# 陳冠希裸照事件
陳冠希裸照事件（英語：Edison Chen photo scandal）又稱香港藝人不雅照事件、藝人床照流出事件等，在大陸又稱為豔照門，是始發於2008年1月底香港娛樂圈及互聯網的一件裸照事件，香港藝人陳冠希自行與十餘名女性拍攝的私人親密照片被違法外洩，並在互聯網上透過電子郵件、新聞組及網路討論區廣泛流傳。被害女性至少包括香港女藝人鍾欣潼、張栢芝、陳文媛、顏穎思、陳思慧、陳育嬬及圈外的楊永晴，由於牽連裸照事件的藝人公司先後報警備案，加上媒體多次異乎尋常的追訪，隨即引起了香港警方的調查及介入，香港警方要求國際刑警協助調查，引發關於言論自由以及執法不公正的爭議。
在農曆新年期間，香港多份報章連續十多天以裸照事件而非新年市況作為頭版新聞。其中，《蘋果日報》更連續21天（1月29日至2月18日）以頭版大篇幅報道消息。同年2月21日，裸照事件主角的陳冠希召開記者會，用英語向公眾及所有受害人道歉兼且承認自己拍攝大部份照片，並宣佈無限期退出香港娛樂圈。2009年6月3日，陈冠希首次公开接受有線電視新聞網专访，谈论“艳照门”事件的诸多细节。
此案一共十人被捕，在維修電腦時盜取照片的電腦工程師被判刑八個半月。

## 事件經過

### 裸照發佈

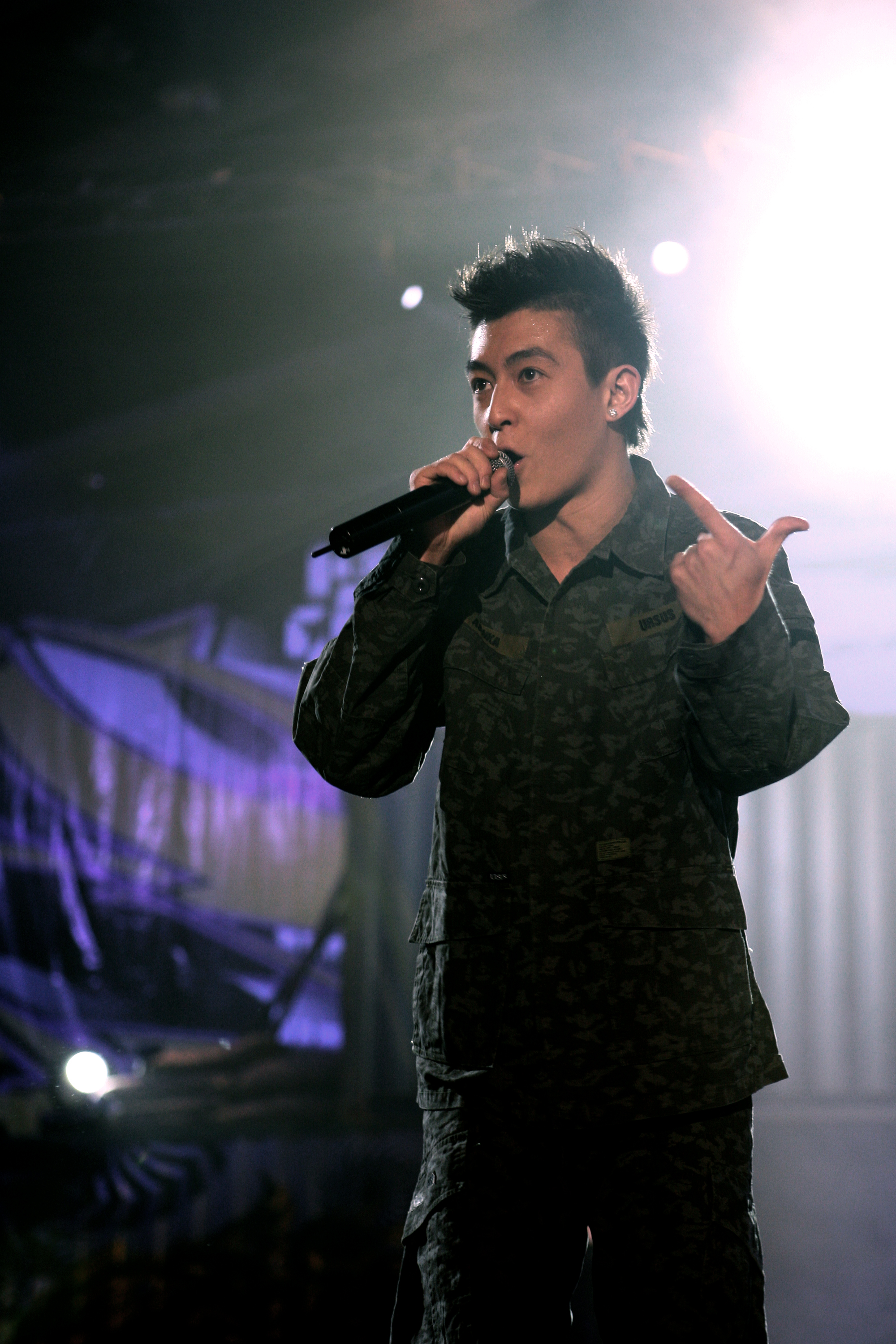
裸照事件的男主角陳冠希

2008年1月27日，匿名網民於香港討論區的成人貼圖區內發布一幅色情相片。相中男子貌似藝人陳冠希，而女子則貌似藝人鍾欣潼。網絡管理員則於數小時後刪除原帖，但網民把圖片重貼或轉載他處，因瀏覽者眾多而引起香港各界關注。當晚，一名匿名網民聲稱圖片是由陳冠希修理中的手提電腦洩漏，並指名道姓指出相關圖片涉及陳文媛和張栢芝。
1月28日，陳冠希及鍾欣桐所屬的經理人公司英皇娛樂向傳媒發表公開聲明表示圖片為合成照片，而英皇娛樂已經報警求助。在聲明中，英皇娛樂叮囑公眾不要發放、轉載、轉交與刊登上述圖片，否則將以法律追究責任。當晚，一個大陸博客及時抓取圖片並提供下載連結，促使網站訪問量於6個小時內達到10萬人次，一度擠破網站造成網站臨時關閉。
但英皇娛樂發佈聲明後，同日下午3時，網路上又出現一幅疑似陳冠希及疑似陳文媛的淫慾裸照。在同日晚上，陳冠希與英皇娛樂召開緊急會議，並透過律師向傳媒發表聲明表示發佈「不雅色情照片」是「利用移花接木的手法製造」，是「惡作劇」與「不負責任」的行為，對發佈者予以強烈譴責，英皇娛樂將向發佈者追究責任。英皇娛樂高層霍汶希向傳媒重申已報警求助，而鍾欣桐因病休假中，不便回應裸照事件。當日多份香港主流報紙以頭版報導裸照事件，均傾向認為圖片是偽造的合成圖片。
然而，1月29日，疑似張栢芝等人的多張色情圖片被不知名人士繼續發佈，部分圖片對比先前發佈的圖片解析度高出很多，而且繼續引起網路瀏覽熱潮。
英皇娛樂形容事態嚴重，而身為東亞娛樂（陳冠希所屬紅館經理人公司的母公司，英皇娛樂主要競爭對手）大股東及陳冠希生意拍擋的林建岳介入，委派大律師胡漢清作出法律事宜，並向香港演藝人協會求助。同日，涉及藝人裸照事件的陳冠希採取迂迴路線離開香港前往美國波士頓，據說陳冠希趁機探望女友楊永晴。同日霍汶希向傳媒表示陳冠希現正休假，他因裸照事件而心情低落及失眠，並向藝人朋友道歉，他會逗留美國兩星期至2月中才能返港。
同樣涉及裸照事件的張栢芝透過公開聲明表示上傳圖片者必以法究治。身在上海的謝賢（張栢芝的家翁）否認有關張栢芝謝霆鋒夫婦離婚的傳聞，他表示對發放圖片者極為憤怒，聲言必重重嚴懲並且待返港作進一步打算。張栢芝的丈夫謝霆鋒則透過霍汶希表示相信色情圖片屬於偽造的合成圖片，而他處之泰然。為了不受到傳媒的追訪與滋擾，在農曆新年期間休息的張栢芝與謝霆鋒決定足不出戶，也不上網瀏覽任何新聞，謝霆鋒終日玩電子遊戲消磨時間。
在警方聲稱抓獲裸照源頭的疑犯後，2月5日，再有四張新的裸照出現於網路上。2月6日，一批超過200張的裸照透過電郵散播，照片中的女性增至6人，除疑似早前公開的陳文媛、鍾欣桐、張栢芝3位藝人外，還出現了3位新藝人。這3位疑似的新藝人為模特兒顏穎思、已退出娛樂圈的歌手陳思慧和參加2001年國際華裔小姐競選的落選佳麗陳育嬬。
顏穎思曾是陳冠希的緋聞女友，在2001年她與陳冠希一起參與過電影《特警新人類II》的演出。2月1日，顏穎思出席公開活動接受記者採訪時否認與陳冠希拍過性愛照片，但她承認拍過親密照片，並且說不擔心會成為下一個被刊登照片的目標。陳思慧與陳冠希的姐姐陳見飛是同期新人，陳思慧出席陳見飛的生日派對時與陳冠希結識。陳育嬬來自澳洲布里斯班，2001年她參加國際華裔小姐競選時，陳冠希擔任該屆競選的表演嘉賓，陳冠希曾公開表示看好陳育嬬。有媒體曾把疑似陳育嬬的性愛照片女主角錯認為疑似歌手梁雨恩，但梁雨恩表示從入行至今從未和陳冠希會面，而且也表示相片中的女主角並非她本人。
2月9日，一批200多張新的裸照再度出現於網路上，讓流出的相片總數達到400多張。這批新相片主要是疑似張栢芝的警服、性感內衣照和疑似鍾欣桐的情趣內衣照。此外，還有三張是疑似陳冠希現任女友楊永晴的全裸浴照，讓該裸照事件所流出的性愛照片中的女性增加到7人。楊永晴是英皇娛樂集團主席楊受成的侄女，東華三院前董事局主席楊超成的女兒，其時在美國波士頓大學唸書。2月6日，楊永晴在波士頓大學接受記者採訪時表示，她絕對支持男友陳冠希，但她沒有對該裸照事件作出任何評論。其父親楊超成在2月3日接受記者的採訪時表示全力支持女兒，不會干涉女兒談戀愛的事情，並且相信女兒不會拍攝這樣親熱的照片。2月9日晚上，再有67張新的裸照流出網路上，相中女性疑似退出娛樂圈的陳文媛，其中還包括該名女性與疑似陳冠希的合照。
在廣東省深圳市，有人把照片刻錄成光碟出售牟利，而影音店則把照片下載到客人的手機。

### 裸照統計
以下列表展示照片出現數目:
| 受影響藝人 | 截至 2008年2月15日 的照片數目 |
| ---------- | ----------------------------- |
| 張栢芝     | 122                           |
| 陳文媛     | 118                           |
| 鍾欣潼     | 94                            |
| 陳思慧     | 48                            |
| 陳育嬬     | 40                            |
| 顏穎思     | 11                            |
| 楊永晴     | 3                             |
| 總數       | 436                           |

除了以上受影響藝人，尚有至少五名身份未曝光的女藝人牽涉在內。

### 網路輿論
自多張疑似藝人裸照發佈後，報紙及傳媒都傾向認為圖片屬於真的，但鑑於各藝人沒有親口承認身為裸照的主角，他們都在藝人名字前加上「疑似」兩字，以免遭到藝人發出律師信控告他們。在網路上，網民大規模討論圖片或等待不知名人士發佈新的圖片。隨著時間過去，愈來愈多網民傾向相信圖片是真的，他們支援圖片發放者的作為，批評警方為了遏止色情圖片竟要求國際刑警協助的高調做法，是小題大作與偏袒藝人的處理方式。
裸照事件亦令多個香港網路討論區創出歷來最高瀏覽人數，包括首先發佈疑似藝人裸照的香港討論區，在1月30日錄得日計最高瀏覽人數103,858次；而同日高登討論區成為雅虎香港搜尋排行榜第三名，緊接第一名的陳冠希及第二名的鍾欣桐，而瀏覽人數達到10萬至15萬次。
裸照圖片流入中國大陸和台灣的網絡後，瀏覽人數不斷急升，使網絡爆紅現象加劇。1月29日，大陸天涯社區首發的會員轉貼有關「香港討論」的帖子，被大陸網民爭相留言，成為天涯社區建站以來回覆速度最高的主題。相關圖片在中國流通甚廣，大陸網民為了取得第一手資料，加上農曆新年將至，而且正值2008年中國雪災，大量的访问使得服务器負荷達到極限，讓一些討論區暫時關閉。
由於警方要求香港網路討論區不要上載裸照，於是網路管理員紛紛刪除已刊登的裸照和有關討論裸照的帖子，讓裸照在香港網路討論區中絕跡。相反大陸的網路警察與管理員幾乎無甚管制色情圖片，藝人裸照廣泛流傳，讓未睹裸照的香港網民逆轉駐守大陸網路討論區。百度貼吧中的陳冠希吧和鍾欣桐吧也因此事遭「爆吧」，內容大多諷刺藝人裸照事件。香港和大陸網民亦製作大量針對裸照事件的惡搞圖片。
外地方面，日本新聞網站亦報導有關香港藝人裸照事件。而韓國方面，由於涉及的藝人在當地有一定的知名度，在1月30日下午，藝人裸照事件分別成為韓國雅虎、《朝鮮日報》、《每日新聞》熱門新聞頭版，涉及的藝人名字也位列搜尋榜前列，《每日新聞》甚至誤報容祖兒涉及藝人裸照事件。尤其張栢芝曾拍攝韓國電影《白蘭》，所以迴響頗大，韓國收費電視台專程來香港跟進裸照事件，惟張栢芝和謝霆鋒不作回應。

### 警方介入

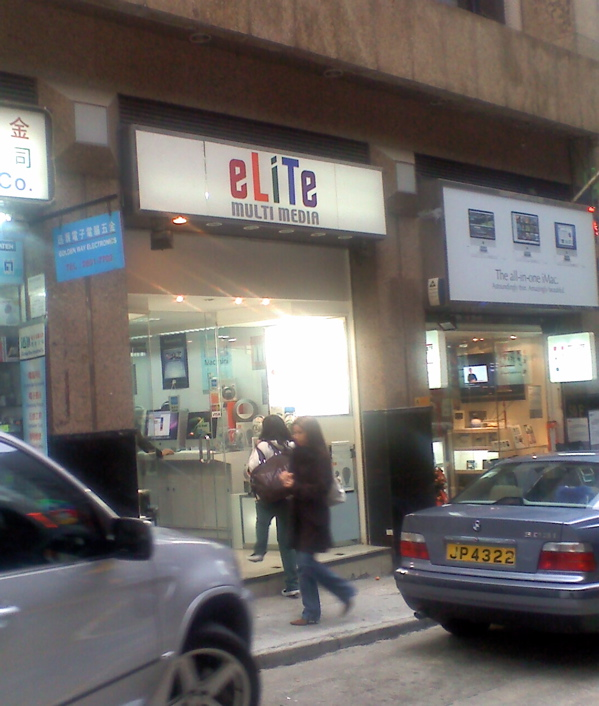
被警方搜查的電腦店

有報導指，早於2007年7月出版的一本香港娛樂雜誌，便有報道含沙射影指某男女明星「猩猩王」和「大眼」的性行為的裸照外泄，而且是早於2004年已被駭客盜竊，警方則回應現正調查早前事件是否屬實。
1月29日晚上，新的藝人裸照發佈後，香港演藝人協會在1月30日召開緊急會議，對藝人裸照事件進行討論，會長譚詠麟及前會長曾志偉均表示譴責發放藝人裸照者的行為，但他們對解決裸照事件感到毫無頭緒，束手無策，隨後香港演藝人協會發表聲明表示：「這次裸照事件不但是娛樂圈的悲哀，也是香港人的悲哀，因為不良風氣會荼毒年輕人。」然而，這些聲明引起各大香港網絡討論區網民的不滿情緒，網民指摘他們以「香港人的悲哀」的聲明牽連毫不相關的香港市民，而且確實很多藝人根本其身不正，後來譚詠麟再澄清「香港人的悲哀」是指鼓吹傷害藝人的風氣而已。
1月30日上午，新的藝人裸照又再被不知名人士發佈於網路上，至此，該裸照事件引起警方高度重視，1月31日，香港警務處處長鄧竟成向傳媒透露掌握藝人裸照事件的「突破性發展」，警方就裸照事件在元朗區高姿態拘捕一名男士，調查仍然繼續。警方並與網站供應商合作刪除有關藝人裸照的資料，防止公眾進一步流傳照片。被捕的網民鍾亦天，29歲，無業，並拖欠近50萬信用卡款項，警方表示從他的電腦搜獲12張有關圖片，不過，其後警方更正聲明指出鍾亦天並非發放藝人裸照的源頭，純粹他轉載有關圖片而被警方逮捕。報道指出在警方警誡下，鍾亦天承認上載一張藝人裸照，稍後他被送交屯門法院審理，被控一項發布淫褻物品罪名，法官不准鍾亦天申請保釋，需還押8個星期。
屯門法院的判決再次引起網民譁然，他們表示所謂香港警方的「突破性發展」是指不能逮捕藝人裸照的源頭，反而拘捕不涉勒索、也不涉盜竊電腦與純粹轉載藝人裸照的小市民的行動，在香港各網絡討論區發佈色情圖片的人比比皆是，網民質疑鍾亦天犯上一項發布淫褻物品的輕微罪名，竟然不獲保釋兼且需還押八個星期，相反，比較同類案件或更嚴重案件的判刑相對更輕，例如2005年一名輔警發佈自己穿著制服手淫的色情圖片，但發佈者至今仍未被警方起訴，如此量刑標準的差異，網民認為警方嚴重偏袒藝人兼且質疑法律是否為富裕人士而制定。
鍾亦天被捕次日，再有多張裸照出現於網路上。同時，亦傳出裸照當事者鍾欣桐承受不住輿論壓力而自殺的消息，女子組合Twins另一名成員蔡卓妍否認傳言兼且表示鍾欣桐未曾病癒還需休息，她希望公眾體諒鍾欣桐的狀況，而她也會與鍾欣桐保持聯絡。2月1日下午4:20，涉及藝人裸照事件的陳冠希，在其網誌上展示兩張林超賢執導的《神鎗手》電影劇照，圖中的陳冠希赤膊上身，持來福槍瞄準目標射擊，題為「有人向我開火，我就會還擊。」，另在網誌首頁刊上：「edc就是陳冠希……要恨就恨這場遊戲，不要恨玩家……我一向很和睦……但是如果你傷害我，我也一定會回擊……edc是戰士……現你知道了……」字眼，成為各大報紙頭條。結果陳冠希在2月2日澄清網誌內容與藝人裸照事件無關。
同日，警務處助理署長（刑事）黃福全宣佈在2月1日11:00PM至2月2日8:00PM，警方於香港各處拘捕介乎23歲至30歲之間的4男2女，他們互相認識，合計鍾亦天的涉嫌者在內，藝人裸照案增至7人被捕，警方搜獲超過1,300張的藝人裸照。
警方調查所得，指陳冠希在2006年11月把粉紅色的特別版蘋果MacBook手提電腦拿到中環士丹利街50號地面的eLite Multimedia電腦店進行維修時，懷疑維修人員修理期間發現硬碟內存有裸照而私下複製。 據報導大部份照片是在2003年及2006年間拍攝的。
2月2日，多份報章均曾普遍報道受害女性超過10人，但警方於2月4日公佈裸照事件只有6名受害人，包括4名疑似女星。讓部份市民質疑涉及6人的1,300多張照片的說法是否準確，還是警方有所隱瞞事實。
2月4日，警務處助理署長（刑事）黃福全召開記者會表示因案件事主將電腦交予電腦店維修期間，被人複製機內儲存的圖片，警方以「涉嫌不誠實取用電腦罪」起訴一名23歲男子，並於東區裁判法院提堂。黃福全又表示1,300多張相片中，大部分均涉色情成份兼且涉及6名女事主，其中4人是公眾人物。他解釋拘捕鍾亦天並非選擇性執法，只因他涉及50萬元信用卡詐騙案，屯門法院的裁判官才會宣佈還押他八個星期，不過黃福全並無解釋未曾起訴詐騙案與還押八個星期的做法是否合乎訴訟手續。
2月15日，裸照事件的首名被捕疑犯鍾亦天被還押15天後獲撤銷控罪，當庭釋放。這是因明報於前一天報導他們較早前自行將數張照片提交淫褻物品審裁處評級後，繼而揭發鍾亦天所發佈的一張照片只屬不雅類別，律政司得悉評級結果後立刻檢討案情，最終律政司主動撤銷控罪。
2月23日，自藝人裸照風波爆發後，大陸網站成為有關裸照的「集散地」，有報道指首次大陸網民因發放相關照片而被捕，並遭行政拘留10天。
7月24日，發佈裸照的24歲郭姓被告被香港法院判處入獄2個月，緩刑兩年。

### 市民抗議

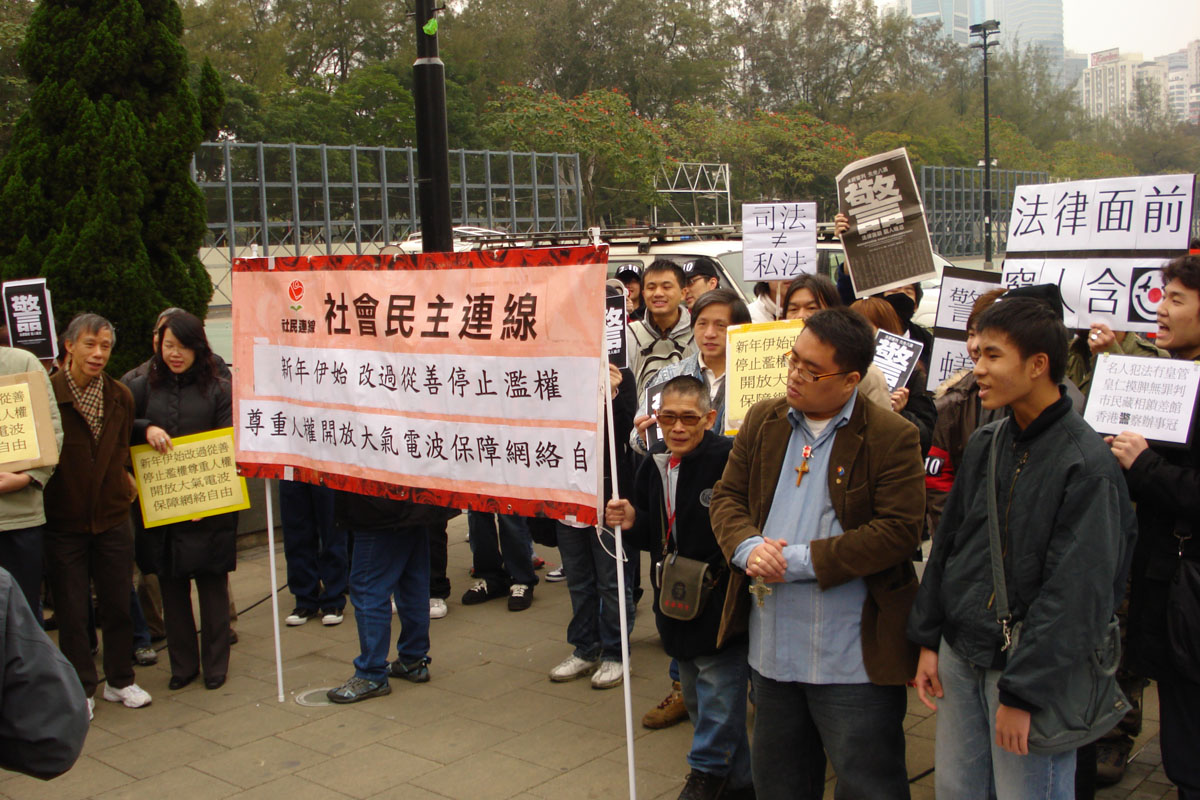
參與「2·10遊行」的人士於維園集結高呼抗議口號

2月2日，警務處處長鄧竟成在出席香港電台節目《星期六問責》表示發佈藝人裸照罪行嚴重，其中有網民和聽眾致函質疑警方對藝人裸照事件使用過度警力，當被捕者沒有在互聯網上載照片，何以涉嫌觸犯「藏有可供發布的淫褻物品」的罪名，而其他諸如輔警發佈自己穿著制服手淫的色情圖片事件，也全無下文。在節目中，鄧竟成並沒解釋是否選擇性執法，因而引起網民不滿警方偏袒公眾人物，他們向報館和立法會議員傳送達逾百封的投訴電郵。
相反，網民表示同情被警方逮捕的鍾亦天，認為他成為藝人裸照事件的代罪羔羊，大陸和香港網民發起捐款與協助鍾亦天籌集律師費用的行動，勞永樂及香港立法會議員涂謹申探望關押在荔枝角收押所的鍾亦天，鍾亦天表示感謝各界關心及仗義執言。香港立法會議員梁國雄（綽號「長毛」）聯同其他網民抗議警方濫捕網民，約有30名網民於2月3日出席前往灣仔警察總部門口的請願行動，抗議警方製造網上的恐怖氣氛，而知名作家倪匡亦指警方執法不智。
立法會資訊科技及廣播事務委員會副主席單仲偕議員亦收到大量網民的投訴，於是他呼籲網民直接把投訴反映給警務處處長，他和資訊科技界也擔心市民因傳閱不雅圖片而誤墜法網，其後警務處助理署長（刑事）黃福全聲稱：「你與好朋友之間傳閱裸照，不是犯法的。如果他是你不相識的陌生人，你也傳給他觀看裸照，例如你把裸照張貼留言版上，讓周圍的陌生人觀看裸照就已經犯法。」單仲偕要求黃福全在農曆新年以後的資訊科技及廣播事務委員會特別會議中交代他的言論。
香港討論區網民於2月10日（年初四）發起「2·10大遊行」，逾400名網民響應網上呼籲參加由維多利亞公園前往香港警察總部的抗議遊行，示威者於抗議標語的「警」字多加一個口字來諷刺「警字兩個口」的威權，抗議警方濫權處理裸照事件與選擇性執法包庇權貴，損害香港法治及網路自由。
在3月5日的立法會會議上，保安局局長李少光表示警方搜集足夠證據後才拘捕與檢控鍾亦天，而鍾亦天應否獲准保釋與需扣押的時限並非由執法部門或檢控人員決定，而涉案者沒有被法庭定罪，也不能認為執法或檢控人員處理案件程序不妥當，而警方按照有關法例要求及一貫程序處理此宗案件，當中沒有刻意偏私或不公疏忽的問題，故此警方毋須負擔賠償或致歉。立法會議員涂謹申則認為「不道德並非有罪」，他指出鍾亦天無辜被扣押十八天的時間，明顯屬於一宗無罪的冤案，而立法會議員湯家驊也質疑警方為何不向所有網上的不雅作品採取相同的行動，李少光則回應警方並無足夠人手擔任網上警察，也不會扮演網上的道德審判者。
在3月19日的立法會司法及法律事務委員會會議上，多名立法會議員追問警方與律政司處理手法是否適當，而律政司副刑事檢控專員麥偉德承認完全依賴警方的專業意見來評定鍾亦天發佈的照片屬於淫褻類別，在檢控鍾亦天前，警方也沒有把照片送交淫審處評審級別。他形容這是一件不幸事件並且承認處理該張照片的評級時，明顯犯了錯誤，但是警務處助理處長（刑事）黃福全仍然堅持警方沒有犯錯。立法會議員李柱銘詢問黃福全倘若時光倒流時，他會否以同樣手法處理案件。黃福全表示審定鍾亦天發佈相片的探員已經服務警隊34年，其間他於科技犯罪部門工作5年兼且具備處理淫褻物品的4年經驗。黃福全堅持沒有改變「先檢控，後評級」制度的任何原因，而立法會議員李柱銘則指摘他「堅持錯誤」。另外，香港大學法律學院助理張達明批評警方與檢控部門在沒有足夠證據的情況檢控鍾亦天兼且拒絕他的保釋申請，是很危險的做法，而檢控部門與裁判官明顯犯錯。立法會議員劉健儀則質疑過去會有市民被控發佈淫褻照片，後來淫審處才證實發佈不雅照片，她不排除有無辜市民被定罪判罰。特區政府的商務及經濟發展局首席助理秘書長蔡傑銘承認每張照片是否屬於淫褻或不雅確實含有灰色地帶，稍後特區政府將會檢討法例並向公眾諮詢意見。

### 明報自行將照片送檢
2008年2月14日，明報報道該報於2月5日將其中5張照片送交淫褻物品審裁處，結果暫定評級中只有2張被評為淫褻物品，其餘只屬不雅物品。據法院的資料顯示，鍾亦天是因1月27日於互聯網上發布一張淫褻照片而被控「發放淫褻物品」罪名；雖然警方拒絕透露鍾亦天發佈哪一張的照片，但明報推斷於1月27日只有一張唯一廣泛流傳的照片，很可能就是鍾亦天發佈的那一張照片。因這張照片正是被評為只屬不雅的其中一張照片，故此明報質疑警方是否使用了不當的罪名起訴他。立法會議員涂謹申認為警方應儘快向法庭主動交代過程，而湯家驊認為警方做法操之過急，侮辱疑犯。另外香港大學法律系助理教授張達明質疑即使控方改控「發布不雅物品罪」的罪名，有關罪名是否適用於網上行為，這種做法可能引起爭拗。報道揭發有關相片只屬不雅評級後，律政司立刻檢討控罪等事宜，結果鍾亦天於翌日2月15日獲撤銷控罪，當庭釋放。

## 被害人回應

### 陳冠希道歉
2月4日晚上，陳冠希打破多日以來對裸照事件的沉默，將一段約90秒親自向全體受害人（未有指名道姓）道歉的英語影片交給各電視傳媒於各新聞節目內播放。在道歉宣言中，由於陳冠希改變以往英皇娛樂向傳媒發表的公開聲明內堅稱圖片為合成照片的說法，反而未有澄清涉案照片的真偽，外界普遍認為這是間接承認了相片的真實性。內容中，除了陳冠希的致歉外，他也希望裸照擁有者將這些爭議照片盡數銷毀、使其不得流傳；短片中，陳冠希身穿淺色襯衣，神情嚴肅、面容憔悴：

「我已決定今天打破沉默，發表這份聲明給傳媒及所有牽涉這場奇異考驗的人士。最近網上貼出的檔案，蓄意傷害了不僅受害人，還有我們整個社會。我已將裸照事件移交警方，並自（裸照事件發生）第一天起就協助他們處理此案。由於調查仍在進行，我不能就此案做任何進一步評論。許多無辜者的生活已被這宗惡意與犯罪的行為影響，對此我內心充滿痛苦、傷害與挫折。我特藉此機會向任何已被這宗奇異與陌生考驗影響的人道歉。現在我呼籲所有人幫助此案的受害人。如果你曾經下載過任何有關圖像，請不要轉發給任何人，請不要發送給任何人。如果你現仍持有這些圖像，我促請你立即銷毀圖像。讓我們一起幫助受傷者治癒她們的傷口。我促請你幫助受害人，不要讓任何事情變得更糟。」

隨著裸照事件愈演愈激烈，美國有線新聞網CNN亦有報道此次風波，更在片段內播出陳冠希的道歉聲明。雖然男主角陳冠希已透過短片向有關人士道歉，但大眾普遍仍不原諒他，還指摘他只發出道歉短片卻不出來說明裸照事件的卸責行為。部分人士說他的樣貌相較以往消瘦，明顯受到裸照風波的困擾。另一批網民則呼籲各界抵制陳冠希的音樂事業及與他有關的一切商業活動，並說他已完全違背傳統中國人的道德觀念，無論如何道歉也無補於事。最後，他於2月21日回港召開記者會承認他拍攝絕大部分照片，而他聲稱拍照時並無公開照片的意圖，陳冠希在發佈會上向被裸照事件牽連的受害者及社會公眾道歉，並宣佈退出香港娛樂圈。

### 鍾欣潼公開回應裸照事件
涉及裸照事件的藝人鍾欣潼於2008年2月11日首度公開露面，為裸照事件作出回應。鍾欣潼在歌迷聚會後發表簡短講話，承認以前自己是「天真及很傻」，但如今已長大，就裸照事件對社會造成的影響公開道歉，並向歌迷及支持者致謝。她表示未來將專心工作，積極面對人生。

「大家好，新年快樂。今次這件事對我和我身邊的人都造成很大困擾和傷害。我承認以前是是很天真和很傻，但現在已經長大了。很多謝公司、多謝家人，還有朋友對我的眷顧和支持。這件事，對於社會大眾的影響，我深感抱歉。在未來的日子裏我會繼續努力工作，和積極面對我的人生，多謝傳媒的關心，還有一群對我不離不棄的Fans（歌迷）。多謝。」
鍾欣潼復工後飽受各界批評，她在2月17日出席無線電視台的節目《雪中送暖》，結果廣管局接獲逾1629宗投訴，接近單一事件的最高紀錄，而她於2月20日亮相無線電視台的《勁歌金曲》，亦讓無線電視台收到逾500宗破紀錄的投訴。在巨大的群眾壓力以及消息指出將會有人搗亂的情況下，最終她缺席了2月23日的宣傳活動。

### 陳冠希召開記者會
2月21日下午，陳冠希在香港九龍灣國際展貿中心會議廳召開記者會，獨自一人在台上就裸照事件進行公開道歉，全程以英語。他表示近期網上流傳的大部分不雅照片是他所拍攝的私藏照片，但從未打算要在網上公開這些私人照片，只是遭人非法盜竊和流傳。鑒於裸照事件所造成的不良影響，陳冠希在發佈會上向被裸照事件牽連的受害者及社會公眾道歉，並宣佈退出香港娛樂圈。以下為陳冠希於發佈會上的聲明內容（中文譯本）
今日我回到香港站出來，自行交代裸照事件。我從來沒有逃避自己的責任。在過去的幾周，我與母親、我的家屬在一起，他們給我真誠的幫助，他們一直都支援和照顧我。我承認大部分網上流傳的照片都是自己拍攝的，但這些照片都是非常隱私的，我從來沒有打算把這些照片向他人展示，這些照片是從我這裏非法盜取的，也未經我的同意就發放出去。毫無疑問，那些獲取照片的人在網上傳播是惡意的，這事件已惡化到令整個社會受到影響，對此我感到非常難過。
我現在想向所有人道歉，為他們所受到的傷害而道歉，我並向所有相關的女士和她們的親屬，為他們受到的任何傷害致歉，對不起，同時我也想向我的父母道歉，因為這數星期我給他們帶來許多痛苦。最重要的是，我想向所有香港人道歉，我向你們誠懇的，毫無保留，衷心的向你們道歉。我知道香港很多年輕人都崇拜社會不同的偶像，在這方面我並無成為一個榜樣，但是，我希望這事件能夠教育每一個人，尤其是我們社會的年輕人，讓這件事給大家作為教訓，我所做的並非你們學習的榜樣。
在我離開的這段時間，我做出了很重要的決定，我將全心履行我所有的承諾，此後我將完全的退出香港娛樂圈，我作出這樣的決定是想給自己一個機會，來治癒自己的傷口和靈魂，在幾個月我將付出一些時間來做慈善工作，我將會完全的，無限期的退出香港娛樂圈。我從照片流傳出來之後就一直協助警方，並會一直繼續協助。在記者會之後，我有責任幫助他們進行調查，我也希望這個案件能夠儘早結束，正如每一個人都有同樣的希望，我想利用這個機會感謝警方，謝謝他們在這個案件中的辛勤工作，謝謝！我相信各位最希望的，我最希望的是制止現時的情況失控，我們需要保護所有無辜者與年青人。因此，我已向我的律師要求作出所有法律容許的方法，保護事件中所有無辜的受害者，我相信我的律師已經根據我的要求，在我發言的同時發出有關聲明。
最後，我感謝各位今天的出席，聆聽我的發言。我再一次向所有的相關女士及其家人、我的家人、所有香港人及社會人士致歉，我為事件深感難過。我亦感謝大家給予我機會表達自己的心底話，希望今天以後我能得到大家寬恕，我深感抱歉……希望大家接受我的歉意，給我一個機會。多謝！
陳冠希承認他拍攝裸照事件中的照片後，其代表律師聲明陳冠希擁有照片版權兼且呼籲傳媒停止刊登有關照片。2月24日，陳冠希向香港海關舉報指他擁有照片版權，而上載者涉嫌刑事侵權，希望香港海關遏止有關的侵權行為。
其後，陳冠希在香港警方保護下暫住香港四季酒店，配合警方調查。調查期間，警方檢獲大批未曝光的裸照，並認出五名未曝光的「新面孔」，包括香港電視界的二三線女藝人、歌影兩棲女星、已轉戰外地的女演員及頗具知名度的外籍女模特兒。陳冠希一直留港至2月28日並透過律師發出聲明，指他已於2月26日完成警方要求提供協助的調查，強調「警方詳細調查後已確認陳冠希於本裸照事件中乃屬證人身份」，間接否認裸照事件牽涉有人強迫別人、在別人不清醒下拍照而需要負擔刑事責任。

### 鍾欣桐再回應裸照事件
裸照事件發生多月後，鍾欣桐推出新書並初次接受傳媒訪問，為2008年2月的聲明做了補充。鍾欣桐表示，召開記者會的目的是承認她曾拍過那些照片。她在發表聲明前曾吞服半顆鎮靜劑；但面對現場記者時還是很害怕，因此令她當時的情緒不穩定。
鍾欣桐指出，她認為陳冠希應該首先交代裸照事件，但他沒有於第一時間站出來解釋事件，因此自己才在恐懼下發表聲明。而且，鍾欣桐認為自己錯愛了陳冠希，所以才在記者會上指自己「天真」和「很傻」。鍾欣桐重申自己對歌迷、小朋友及家長感到非常抱歉。

## 各方意見

### 法律界
各法律系的人士的意見如下：
- 香港立法會議員涂謹申律師指，倘若該批裸照屬實，以法律觀點來看就不屬誹謗。[112]
- 香港立法會議員湯家驊律師表示，如果照片屬移花接木，當事人自可控告對方誹謗，但若照片是真確，情況會變得極為棘手。[113]
- 香港大學法律學院助理教授張達明則指出上載或發布不雅裸照，均可能觸犯香港法律。[114]

#### 香港法律
香港警方在1月29日把案件列作「發布淫褻物品案」處理。在香港法例的審查制度禁止任何人發布淫褻物品，因此，倘若最後淫褻物品審裁處裁定有關裸照確是淫褻照片，在香港討論區上載或寄出女星裸照的大批網民，均可能觸犯了最高可判監3年及罰款100萬元的發布淫褻物品罪。

### 警方

#### 香港
警務處處長鄧竟成在2月2日香港電台訪問中表示市民即使藏有淫褻照片，都有可能構成犯法。在裸照風波中，鄧竟成還呼籲市民不要接觸這些照片，以免觸犯法例。另外鄧竟成出席一個電台節目時又表示，警方亦正聯合境外的機關及國際刑警合作儘快剷除這些不雅及淫穢照片。
網民對「即使藏有淫褻照片都有可能構成犯法」的說法表達不滿及緊張的情緒，其後香港警務處助理處長黃福全為鄧竟成補述解釋「即使藏有淫褻照片，都有可能構成犯法」的法律條文，他指出向公眾人士發佈裸照的行為，才算犯法，朋友同儕互相傳閱是合法的，發言摘錄如下：
如果你將這些色情物品傳送給別人，而那人是你的老友，大家認識了很久，大家一起看，或者（你的老友）說『(黃福全略帶微笑)真好看！給我一個拷貝行不行？』（而你傳送給了他）這是可以的，不犯法的。若你向公眾人士發佈裸照，就是犯法了！互聯網上的網友是否你的老友？絕大部分網友都是公眾人士，因為你不認識他們的。
2月13日，警務處處長鄧竟成回應批評時指出，「藏有裸照亦有可能構成犯法」是指藏有作發布用途，公眾傳媒誤解他的意思，還指出「倘若矛頭仍要指向我，也沒有辦法。不過，也有人覺得我說得對」，並說沒因裸照事件感到壓力。

#### 中國大陸
當圖片流入中國大陸網路造成網路爆紅現象後，中國吉林省公安廳於2月1日警告，依據1997年公安部發佈的《電腦資訊網路國際聯網安全保護管理辦法》，其中第五條第六款規定任何單位和個人不得利用國際聯網製作、複製、查閱和傳播淫穢資訊，大陸網民瀏覽淫穢色情圖片行為亦屬違法。法律學者顧則徐認為這一警告是非常荒唐的。以往中國大陸也有類似案例，例如2002年陝西延安的張秋林夫婦在新婚之夜在家收看色情光碟時遭當地警方刑事拘留，2004年四川宜賓兩名網民因為瀏覽色情網站遭當地警方逮捕，當時這兩宗事件都曾引發巨大爭議和反響。
2月20日北京市公安局表明即使不以牟利為目的，向朋友贈閱“豔照門”圖片或將圖片放到博客、論壇上，都涉嫌違法。警方可以對其處以治安拘留15天以下的處罰。而傳播200張以上“豔照門”事件的“豔照”或傳播到網上使點擊數達到1萬次以上的人士，他們會被追究傳播淫穢物品罪的刑事責任。

### 娛樂界
各演藝明星也就此事發言：
- 香港演藝人協會會長譚詠麟發表聲明，指裸照事件「不僅是娛樂圈的悲哀，亦是香港人的悲哀」，而副會長陳奕迅認為此事件不值得再討論下去。[125]
- 汪明荃指拍攝裸照者心理變態。[126]
- 曾志偉形容發布照片者是「羅賓漢」，雖然「劫富濟貧」，資源共用，但他解釋「盜竊」就是犯罪，不能因為是「俠盜」而對待不同。[127]

### 心理學界
- 臨床身心行為學家李寶能表示，陳冠希的行為猶如狩獵心態。這種人自戀、自大及非常自我中心，為了達到目的才向女方示愛與表達關懷的說話，絕非出自真心真意的感情，這種人某程度上已經將女性物化，在社會上相當危險。[128]
- 臨床心理學家梁若芊表示，今次藝人裸照事件可作為子女對拍拖、性行為價值觀、人與人之間尊重、私隱資料、電腦安全及法律等問題的討論。並按子女年歲討論不同層次的話題。[129]

### 攝影及視像設計界
- 在裸照事件見報首日，被《明報》訪問的一名攝影師指出疑似鍾欣桐女子的頸部與裸女部分的連接位元出現一條很直的斜線，故此他懷疑有人把鍾的頭部剪接貼到不相關的裸女身上，再做修正雜訊及光源等工作製成合成照片。
- 被《明報》同日訪問的香港數碼攝影學會會長伍振榮則表示，由於相片解像度低劣，初步難以斷言是否屬於合成照片。[130]
- 在裸照事件見報次日，被《明報》訪問的著名攝影講師馮漢紀表示，倘若照片屬於「移花接木」的合成照片，重要的接駁位可能會露出破綻。但他看不出裸照事件的照片含有合成技巧的痕跡，他估計照片屬於人工合成照片的機會極微，估計是真的相片。[131]

### 教育界
- 教育評議會副主席何漢權認為要完全禁止學生接觸藝人裸照為不切實際的做法，教師應為學生建立異性相處的正確價值觀，並可讓學生藉今次裸照事件反思需要檢點個人私生活及不應公開別人的私隱資料。[129]

### 政界人士
各政界知名人士也前後出來發言評論裸照事件：
- 匯賢智庫主席、前香港保安局局長葉劉淑儀表示，陳冠希竟然有這樣多「私人珍藏」，可能是天生蒐集狂，而他在道義上應該向公眾交代詳情。[132]
- 體育、演藝、文化及出版界功能代表組別的立法會議員霍震霆表示，裸照事件已「破壞香港國際形象」，他已致函特首曾蔭權要求關注裸照事件。曾蔭權回覆裸照事件非常嚴重並已責成警方全力跟進裸照事件。[118]

### 宗教界
以下是各宗教界人士的評論及意見：
- 香港基督教组织明光社總幹事蔡志森批評網民是非不分，以看好戲的心態傷害受害人。[133]
- 香港大學佛學研究中心講師衍空法師對裸照事件的受害者深表同情，表示「成年人閉門做甚麼也與其他人無關」，但他指若照片屬實，當事人應挺身而出承認自己年少衝動，藉此提醒時下年輕人要謹慎言行，同時讓人知道即使跌倒，仍可翻身。[134]
- 新任天主教香港教區的助理主教湯漢以「非禮勿視、非禮勿聽、非禮勿言」的訓戒[135]呼籲教友不要傳閱相關照片 。[136]
- 基督教銘恩堂主任梁永善牧師於基督教網站《時代論壇》中發表題為「陳冠希與老鼠」的文章，文章指「陳冠希透過短片認錯，但說話全部充滿法律詞彙，他沒有真正承認犯錯。」又批評被揭發裸照事件後一走了之的陳冠希將責任歸咎於發放人士，好像老鼠一樣沒有承擔責任的勇氣。[136]

### 科技界
- 香港互聯網協會主席莫乃光表示外國出現類似裸照事件時，事主通常運用版權平息裸照事件。惟在今次事件中，有一段長時間當事人沒有出來解釋裸照事件，讓警方執法時進退失據。[137]
- 美資電腦公司優利系統（Unisys）在2008年3月裸照事件發生後，進行「第4次香港安全信心指數調查」，發現港人對人身安全及電腦使用安全的意識較以往憂慮，近90%受訪者表示最擔心個人資料在未經授權下被盜取。[138]

## 影響

### 香港
警務處就此事作出高度關注，警務處處長鄧竟成在2月2日的言論引起市民譁然。由於香港警方的執法準則與觸及言論自由的問題而引發了更多的爭議。
2008年10月，商務及經濟發展局發表諮詢文件，建議全面檢討《淫褻及不雅物品管制條例》；檢討內容包括「淫褻」及「不雅」定義、審裁制度、物品評級制度等等。

### 娛樂圈

#### 香港
裸照事件發生後不久，陳冠希有通過發表視頻和聲明的方式向各受害者以及社會大眾道歉；鍾欣桐也曾在公開場合及電視節目上向粉絲和社會大眾道歉，張栢芝則在2009年透過有線電視訪問回應事件，至於在事件發生時已經離開娛樂圈的陳文媛則在2009年於《明報周刊》的專訪中談及事件。
有傳媒於報導中分析不少裸照涉及某些疑似藝人長期與疑似陳冠希的關係，甚至對照這些藝人的裸照與她們歷年的活動照片，他們有理由懷疑某些藝人即使擁有自身性伴侶，也同時與疑似陳冠希的男子維持性關係，讓各疑似女藝人的清純形象受到嚴重打擊，甚至某些受害者因裸照事件而出現婚姻問題。例如張柏芝在此事件發生後，最終於2011年和謝霆鋒離婚。
有網民認為今次裸照事件已嚴重影響各受害人的前途，尤其是陳冠希、鍾欣桐及張栢芝這幾位原本事業如火中天的藝人。受此事件影响，陈冠希曾一度宣布離開演藝圈。雖然之後低調復出，但人氣已大不如前，網上甚至流傳他已經被中國廣電總局封殺而無法重回中國大陸市場，但此說法是否真實仍無從考證。
另一方面，张柏芝、鍾欣桐的演藝事業也一度陷入低潮。特別是鍾欣桐原本有份出演的電影《梅蘭芳》最終被劇組刪除所有戲份，所屬團體Twins的紅館演唱會因此需要取消舉辦，並由同公司的歌手容祖兒臨時頂替其檔期。即使事件已過去多年，不少觀眾對於她們的遭遇也趨於同情，但至今在網上仍不時會出現針對她們的惡意攻擊。
事件發生後，藝人也更為關注自己電腦的安全問題，香港藝人吳雨霏曾經在電台節目上表示因為這次事件，即使自己的電腦已經發生故障，也不敢找人維修。
亞洲電視本港台於2008年3月3日首播資訊節目《今日法庭》（陳啟泰主持），以戲劇方式探討法律觀點，首集即以裸照事件的「鍾亦天案」作為主題，由梁思浩飾演案中被告鍾力添。
無綫電視翡翠台於2020年5月22日播出的處境劇《愛·回家之開心速遞》中，第884集以裸照事件的「無限碌」作為主題，由陳浚霆飾演影射陳冠希的龍璟風。

#### 台灣
此次裸照事件亦在台灣引起廣泛報導。包括過往與陳冠希傳過緋聞的台灣女藝人諸如蔡依林、蕭亞軒等，亦被公眾懷疑也有可能牽連裸照事件，但她們所屬的經理人公司皆否認全部傳聞，蔡依林蕭亞軒部分更向外宣稱懸紅賞金握有裸照人士以保名譽。

#### 马来西亚
2015年，大马歌手黄明志写了一首歌曲（在2009年写的歌）并给翁依玲演唱《我好天真我好傻》（当时黄明志并有翻唱）。歌名取自钟欣潼的话。但有网民炮轰新闻里黄明志写这首歌根本反射钟欣潼和陈冠希不雅照事件。后来黄明志道歉后才知道原来这则新闻是假新闻。

#### 美國
雖然陳冠希以英語短片向全體受害人（未有指名道姓）道歉，但不少人也認為英語道歉短片的內容、詞彙、語氣近似法律聲明，旨在向美國影片商交代聲譽問題。先前傳出影片商有意刪除由他演出、馮德倫執導的電影《跳出去》的戲份，但該電影總監關錦鵬在香港影視娛樂博覽會上否認此事，表明該電影正在等待送審。

### 互聯網
- 多個香港討論區的人流於祼照事件期間大幅增加，因網民希望得知裸照事件的最新發展及取得最新相片。隨著香港警務處表示將有關相片傳送給朋友的方式並不違法，傳送相片的管道逐漸成為收集私人秘密的途徑，但有中國大陸的討論區仍直接提供下載連結。另一方面，香港互聯網供應商協會會長莫兆華表示已獲悉部份網絡供應商需向警方提交用戶資料，影視及娛樂事務管理處亦主動接觸香港互聯網供應商協會要求加強提醒成員刪除不雅圖片。現時他透露正與影視處研究制訂新指引，不排除建議網絡供應商或網站公司主動向警方舉報張貼不雅圖片的網民。[145]
- 奇拿：由於案情酷似著名日本漫畫《死亡筆記》，故此網民們普遍將此裸照事件與漫畫《死亡筆記》相提並論，並漫畫化當中的角色［如發放床照的神秘人Kira被稱呼為「奇拿」（Killer）］，而「奇拿」這個稱號亦漸漸被報章雜誌採用。[146]
- 閃卡：由於照片隔日逐張流出，網民收集照片時猶如童年時期收集90年代的明星、動漫人物閃卡，因此有關照片被網民戲稱為「閃卡」。
- 朋友（老友）：香港警務處助理處長黃福全在2008年2月4日的記者會上解釋《淫褻及不雅物品管制條例》，指出在老友間分享並不犯法。[147]網民紛紛以黃福全所說的「老友間可以傳閱」為擋箭牌，不斷在討論區上稱呼大家為「朋友（老友）」，上載者說「只限朋友（老友）下載」、「我當你朋友（老友）看待才給你的」等字句，發帖者和回帖者互相稱兄道弟，明顯諷刺黃福全的公開聲明。

### 商界
在深圳有人把握商機，表示將註冊「豔照門秀」域名、「冠希」、「阿嬌」等商標以助推廣情趣用品。

### 衍生文化
該事激起網民創意，引發大量二次創作和惡搞，如改圖、改編歌曲、改編電影與改編海報等。有網民更把裸照事件的人物代入《死亡筆記》的故事裡，亦有網民改編藝人的歌曲諷刺裸照事件等。其後有作品「拉登獄照」與「兄弟之交/兄弟芝嬌」成功上報，被傳媒廣泛報導這些另類創作。
网传中国大陆地区的网络流行语“打酱油”来源于一则有关艳照门事件的民众采访，形容遇事敷衍、事不关己的心态。